# Goodyear Inflatoplane

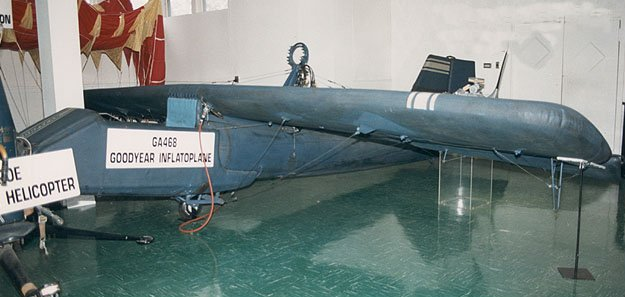
Goodyear Inflatoplane в экспозиции музея Смитсоновского института

Goodyear Inflatoplane — американский экспериментальный надувной самолёт. Разработчик — Goodyear Aircraft Company, дочернее предприятие Goodyear Tire and Rubber Company. Заказчик проекта — ВМС США. Было выпущено 12 самолётов для лётных испытаний. В 1973 году проект был закрыт.

## Разработка. Конструкция самолёта
Появление концепции резинового надувного самолёта можно отнести к первым экспериментам с надувным резиновым планёром, построенным конструктором Тейлором МакДэниелом (англ. Taylor McDaniel) в 1930-х годах. В 1956 году Управление военно-морских исследований заказало компании Goodyear проект надувного спасательного самолёта, который мог бы сбрасываться с воздуха способом парашютного десантирования в жёстком контейнере объёмом 1,25 кубометра и приводиться в готовность на земле за несколько минут. Целью было эвакуировать агентов из восточного блока, в том числе из СССР. Проект был завершён за двенадцать недель. Основным материалом корпуса был трёхслойный композит из двух слоёв резины и проложенной между ними нейлоновой сети. Наддув конструкции в воздухе осуществлялся от компрессора, приводимого двигателем.
Goodyear Inflatoplane выпускался в двух модификациях. Одноместный самолёт, GA-468, приводился в готовность (надувался до давления 170 кПа) приблизительно за 5 минут. Длина самолёта составляла 5,97 м, размах крыльев — 6,7 м. Силовая установка — двухтактный двигатель мощностью 40 л. с. Максимальный взлётный вес — 110 кг. Запас топлива — 76 литров, что позволяло пролететь до 630 км с максимальной скоростью 116 км/ч. Практический потолок — до 3000 м. Взлётный разбег самолёта составлял порядка 80 метров.
Двухместный вариант, GA-466, имел больший на 1,8 м размах крыльев, взлётный вес до 340 кг, скорость — до 110 км/ч, дальность — до 443 км. Оснащался двигателем McCulloch 4318 мощностью 60 л. с.

## Лётные испытания
Испытания проводились на озере Wingfoot Lake, Akron, штат Огайо. В ходе одного из полётов произошла катастрофа, непосредственной причиной которой был трос управления, который соскочил со шкива и застрял, заклинив ручку управления. Самолёт стал увеличивать крен, пока одно из крыльев не загнулось вокруг винта и не было им разорвано. Погиб пилот лейтенант Уоллис. Программа была приостановлена и окончательно закрыта в 1973 году. К этому времени был придуман и опробован более простой способ эвакуации людей и грузов с проблемной территории: небесный крюк. Надуваемый водородом или гелием аэростат поднимал трос длиной около 200 метров с прикреплённым на земле грузом, а снабженный специальной роговиной перед носовым винтом самолёт подхватывал эту конструкцию. Метод оказался пригодным и безопасным для людей, позволял забрать груз из леса или города, поскольку первые 10 — 20 метров подъём шел почти вертикально и с умеренной перегрузкой.